# 荆楚理工学院
荆楚理工学院是中华人民共和国的一所全日制本科公办省属普通高等学校，位于湖北省荆门市。学校由湖北省人民政府举办，并由湖北省人民政府及荆门市人民政府共建。

## 校史沿革
学校肇始于1984年成立的荊門職業大學以及1956年5月成立的沙洋师范学校，2000年，沙洋师范学校经中华人民共和国教育部同意升格为专科层次的沙洋师范高等专科学校；2007年，二校分别以荆门职业技术学院及沙洋师范高等专科学校的身份合併成立本科层次的荆楚理工学院。